# Armorial de la maison d'Albret
Cette page donne les armoiries (figures et blasonnements) de différents membres de la famille d'Albret. 
| Figure | blasonnement |
|        | premiers sires d'Albret De gueules plain. |
|        | comtes d'Albret, à partir du XIVe siècle écartelé en 1 et 4 d'azur aux trois fleurs de lys d'or et en 2 et 3 de gueules. |
|        | rois de Navarre parti de deux et coupé d'un : 1, de gueules aux chaînes d'or posées en orle, en croix et en sautoir, chargées en cœur d'une émeraude au naturel ; en 2, contre-écartelé en 1 et 4 d'azur aux trois fleurs de lys d'or et en 2 et 3 de gueules ; en 3, d'or aux quatre pals de gueules; en 4, contre-écartelé en 1 et 4 d'or aux trois pals de gueules, en 2 et 3 d'or aux deux vaches de gueules, accornées, colletées et clarinées d'azur, passant l'une sur l'autre ; en 5, d'azur semé de fleurs de lys d'or à la bande componée d'argent et de gueules ; et en 6, contre-écartelé en sautoir d'or aux quatre pals de gueules et de gueules au château d'or ouvert et ajouré d'azur et d'argent au lion de gueules armé, lampassé et couronné d'or ; sur-le-tout d'or aux deux lions léopardés de gueules, armés et lampassés d'azur, passant l'un sur l'autre,. |
|        | seigneurs d'Orval de gueules à la bordure engrélée d'argent et au bâton de sable péri en barre. Ce sont des Armes à enquerre écartelé, au premier et au quatrième d’azur à trois fleurs de lys d'or, au deuxième et au troisième de gueules à la bordure engrêlée d’argent |
|        | comtes de Rethel coupé en 1 écartelé en 1 et 4 d'azur aux trois fleurs de lys d'or et en 2 et 3 de gueules et en 2 d'azur semé de fleurs de lys d'or à la bordure componée d'argent et de gueules. |